# Голямо-Асеново
Голя́мо-Асе́ново (болг. Голямо Асеново) — село в Хасковській області Болгарії. Входить до складу общини Димитровград.

## Населення
За даними перепису населення 2011 року у селі проживали 293 особи, усі — болгари.
Розподіл населення за віком у 2011 році:
Динаміка населення: